# Here Come the Nelsons
Here Come the Nelsons è un film del 1952 diretto da Frederick de Cordova.
È un film commedia statunitense con Ozzie Nelson, Harriet Hilliard (marito e moglie nella realtà), David Nelson, Ricky Nelson (figli dei due nella realtà e nella fiction) e Rock Hudson. Ritrae, in pieno stile sitcom, la classica famiglia americana anni '50; è basato sulla serie radiofonica comica The Adventures of Ozzie and Harriet, trasmessa dal 1944 al 1954, che assieme al film generò poi anche una popolare sitcom omonima, che debuttò nello stesso anno.

## Produzione
Il film, diretto da Frederick De Cordova su una sceneggiatura di Bill Davenport, Ozzie Nelson e Don Nelson (fratello di Ozzie), fu prodotto da Aaron Rosenberg per la Universal International Pictures e girato negli Universal Studios a Universal City in California. I titoli di lavorazione furono Meet the Nelsons e The Adventures of Ozzie and Harriet.

## Distribuzione
Il film fu distribuito negli Stati Uniti dal 23 febbraio 1952 (première a Pittsburgh il 16 gennaio 1952) al cinema dalla Universal Pictures.

## Critica
Secondo Leonard Maltin il film è "abbastanza leggerino e prevedibile da generare una popolare serie TV".